# Dennis Kuipers
Dennis Kuipers (ur. 23 listopada 1985 w Almelo) – holenderski kierowca rajdowy. Ma za sobą starty w Mistrzostwach Świata.
W 2008 roku Kuipers zadebiutował w Rajdowych Mistrzostwach Świata. Pilotowany przez Keesa Hagmana i jadący Fordem Focusem WRC zajął wówczas 18. miejsce w Rajdzie Niemiec. W 2009 roku zaliczył 2 starty w Mistrzostwach Świata. W 2010 roku rozpoczął starty w serii SWRC samochodem Ford Fiesta S2000. W Rajdzie Turcji zajął 9. miejsce w klasyfikacji generalnej i zdobył pierwsze 2 punkty w karierze w Mistrzostwach Świata.
Swój debiut rajdowy Kuipers zaliczył w 2007 roku w wieku 22 lat. Startował w holenderskich rallysprintach BMW M3. Swojej karierze brał udział także w mistrzostwach Niemiec, wygrywając m.in. Rajd Lausitz.

## Występy w mistrzostwach świata
| Sezon | Zespół                                        | Samochód                         | 1        | 2        | 3        | 4         | 5             | 6         | 7             | 8         | 9         | 10              | 11            | 12        | 13              | 14      | 15              | 16 | Punkty | Miejsce |
| ----- | --------------------------------------------- | -------------------------------- | -------- | -------- | -------- | --------- | ------------- | --------- | ------------- | --------- | --------- | --------------- | ------------- | --------- | --------------- | ------- | --------------- | -- | ------ | ------- |
| 2008  | Dennis Kuipers                                | Ford Focus WRC                   | Monako   | Szwecja  | Meksyk   | Argentyna | Jordania      | Włochy    | Grecja        | Turcja    | Finlandia | 18              | Nowa Zelandia | Hiszpania | Francja         | Japonia | Wielka Brytania |    | 0      | -       |
| 2009  | Dennis Kuipers                                | Ford Focus WRC                   | Irlandia | Norwegia | Cypr     | NU        | 24            | Włochy    | Grecja        | Polska    | Finlandia | Australia       | Hiszpania     | 16        |                 |         |                 |    | 0      | -       |
| 2010  | Ipatec Racing Stobart M-Sport Ford Rally Team | Ford Focus WRC Ford Fiesta S2000 | 37       | Meksyk   | Jordania | 9         | Nowa Zelandia | 19        | Bułgaria      | NU        | 24        | Japonia         | 17            | 11        | 24              |         |                 |    | 2      | 19.     |
| 2011  | FERM Power Tools World Rally Team             | Ford Fiesta RS WRC               | 13       | NU       | 10       | 9         | NU            | Argentyna | 10            | 11        | 10        | Australia       | 5             | 9         | Wielka Brytania |         |                 |    | 17     |         |
| 2012  | M-Sport Ford World Rally Team                 | Ford Fiesta RS WRC               | Monako   | Szwecja  | Meksyk   | 6         | Argentyna     | Grecja    | Nowa Zelandia | Finlandia | Niemcy    | Wielka Brytania | Francja       | Włochy    | Hiszpania       |         |                 |    | 8      | 18.     |